# Floxen
Floxen este o arie protejată (arie specială de conservare — SAC, sit de importanță comunitară — SCI) din Suedia întinsă pe o suprafață de 67,3 ha, integral pe uscat.

## Localizare
Centrul sitului Floxen este situat la coordonatele 65°33′47″N 21°13′25″E / 65.563°N 21.2236°E.

## Înființare
Situl Floxen a fost declarat sit de importanță comunitară în aprilie 2004 pentru a proteja 2 specii de plante. Situl a fost protejat și ca arie specială de conservare în martie 2011.

## Biodiversitate
Situată în ecoregiunea boreală, aria protejată conține 4 habitate naturale: Taiga vestică, Izvoare fino-scandinave și mlaștini produse de izvoare bogate în minerale, Mlaștini turboase de tranziție și turbării mișcătoare, Păduri caducifoliate de mlaștină fino-scandinave.
La baza desemnării sitului se află mai multe specii protejate de  plante (2): Hamatocaulis vernicosus, Ranunculus lapponicus.